# Kasteel van Evergem

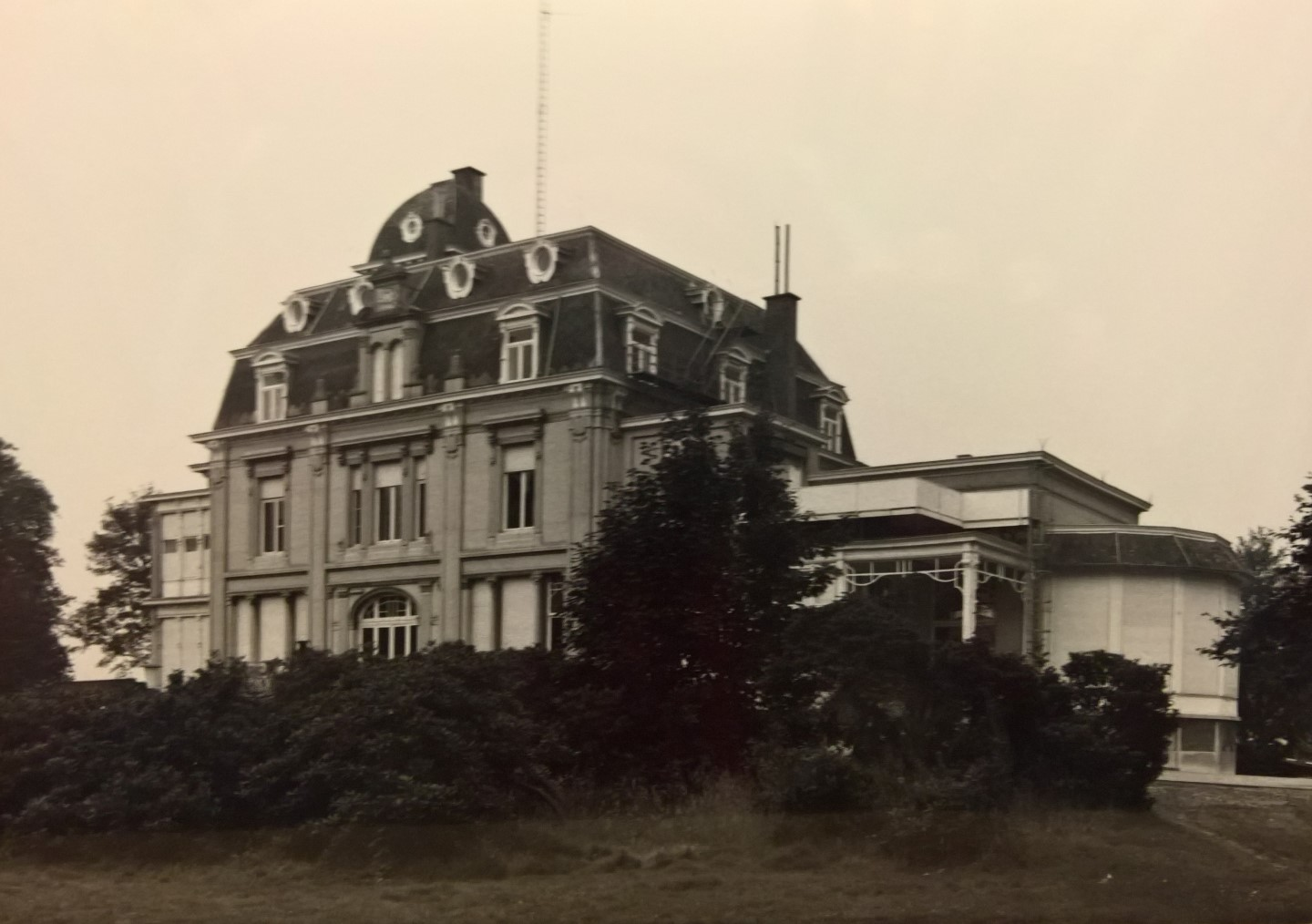
Kasteel van Evergem

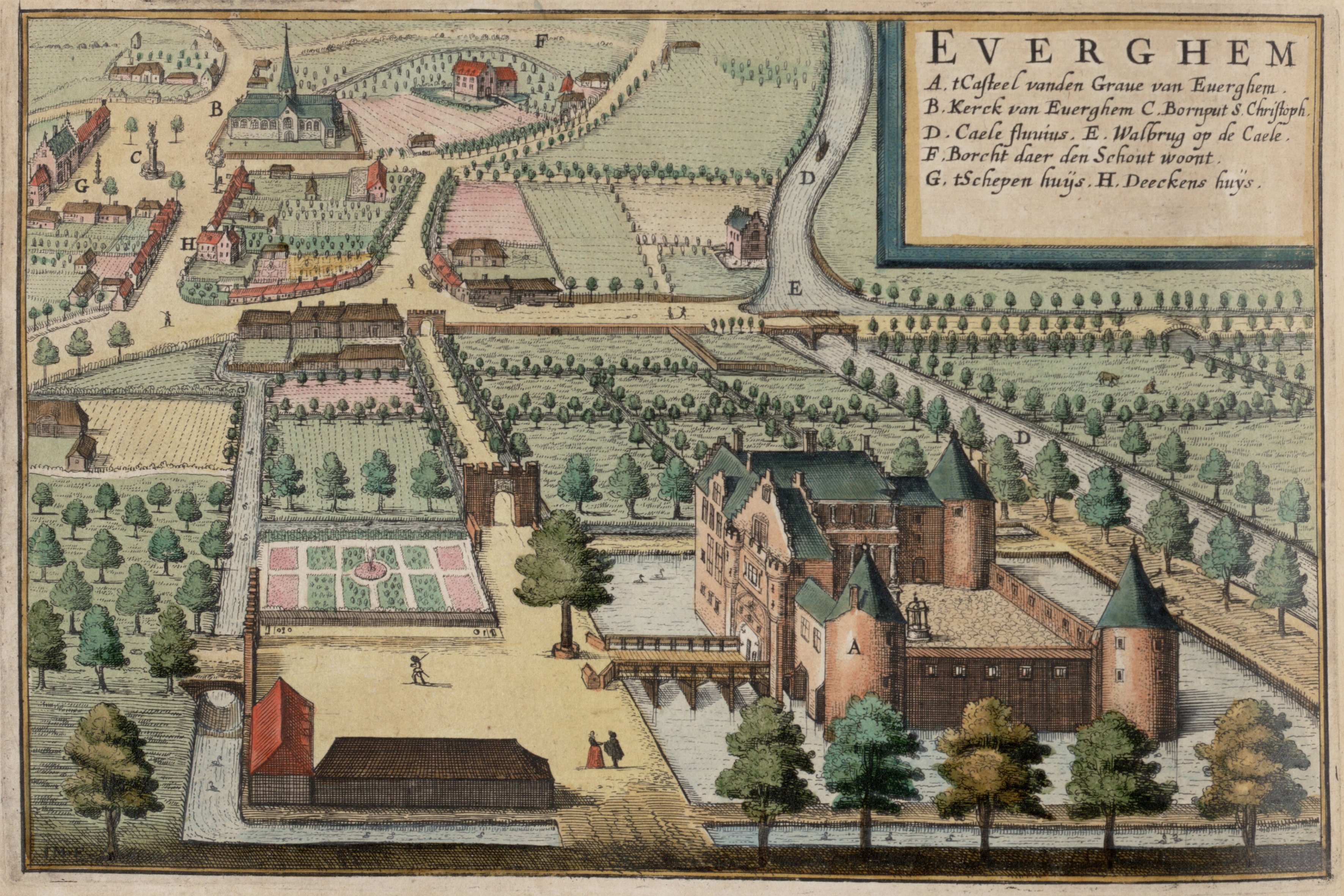
Kasteel van Evergem volgens Sanderus in 1641

Het Kasteel van Evergem is een kasteel in de Oost-Vlaamse plaats Evergem, gelegen aan Vurstjen 25 en 33.

## Geschiedenis
Terwijl de heren van Dendermonde als voogden van de Sint-Baafsabdij zetelden in het Kasteel Huis ter Burcht, bouwde de ondervoogd van Evergem, Raas van Gavere, in de 12e eeuw ook een kasteel. In 1282 verkocht Raas III van Gavere zijn heerlijke rechten aan genoemde abdij, maar het kasteel werd pas in 1395 aan de abdij verkocht als la forte maison d'Everghem. Het werd gebruikt als buitenplaats door de abten. In 1540 werd de Sint-Baafsabdij opgeheven en vanaf 1560 werd het gebruikt door de bisschoppen van Gent. In 1583, tijdens de godsdiensttwisten, werd het beschoten door de troepen van Alexander Farnese.
In 1614 werd het hersteld in opdracht van bisschop Frans van der Burch. Het neerhof werd van de 16e tot de 18e eeuw bewoond door de baljuw van Evergem, die er ook een gevangenis had.
In 1795 werd het kasteel, na onteigening, openbaar verkocht. Tijdens de 1e helft van de 19e eeuw zou het kasteel herbouwd zijn door Fernand Ottevaere. In 1878 kwam het aan August Van Loo en Mathilde Malfait. Hun alliantiewapen is aangebracht in de voorgevel.
In 1904 kwam het kasteel aan Victor Pipyn en in 1912 aan Leon François Feyerick de Kerckhove de Denterghem. Deze liet omstreeks 1913 het kasteel verbouwen in de huidige vorm. In 1948 werd het kasteel door de Belgische staat aangekocht. Deze vestigde er een school in voor kinderen van schippers en andere reizende beroepen. In de latere decennia werden er voor dat doel een aantal paviljoenen bijgebouwd.
Sinds begin 2000 is het gebouw vervallen en vanwege instortingsgevaar niet meer toegankelijk.

## Gebouw
Het kasteel is opgetrokken in de beaux-arts-stijl, een eclectische burgerlijke bouwstijl met veel neoclassicistische elementen. Een traptoren van vijf verdiepingen onder koepeldak domineert het geheel. De kern van het kasteel is ouder en gaat terug tot de 17e eeuw. Het interieur omvat een groot trappenhuis, een balzaal met een schouw van 1664, en diverse salons.
Het kasteel ligt in de vallei van de Nieuwe Kale. De cirkelvormige gracht en het 19e-eeuwse landschapspark met grillige vijver en bruggetjes zijn nog grotendeels bewaard.